# آکرای سفئوس
آکرای سفئوس (نام علمی: Acraea cepheus) نام یک گونه از تیره فرچه‌پایان است. این گونه در نیجریه، آنگولا تا اوگاندا، غرب تانزانیا و زامبیا یافت می‌شود.